# Ichneumon favoniuse
Ichneumon favoniuse är en stekelart som beskrevs av Tohru Uchida 1958. Ichneumon favoniuse ingår i släktet Ichneumon och familjen brokparasitsteklar. Inga underarter finns listade i Catalogue of Life.